# Évriguet
 Évriguet  (en bretón Evriged) es una población y comuna francesa, situada en la región de Bretaña, departamento de Morbihan, en el distrito de Vannes y cantón de La Trinité-Porhoët.

## Demografía
| 290 | 271 | 219 | 182 | 192 | 187 |
| Para los censos de 1962 a 1999 la población legal corresponde a la población sin duplicidades (Fuente: INSEE [Consultar]) |     |     |     |     |     |